# Ipolydamásd
Ipolydamásd is een plaats (község) en gemeente in het Hongaarse comitaat Pest. Ipolydamásd telt 375 inwoners (2001).